# Grammistin
Grammistin là một peptide được tổng hợp bởi các tuyến trên da của một số loài cá thuộc hai tông Grammistini (nguồn gốc tên gọi của loại độc tố này) và Diploprionini nằm trong phân họ Cá mú. Một loại độc tố tương tự grammistin đã được phát hiện trên da của một số loài không phải họ Cá mú, như Diademichthys lineatus và Gobiodon quinquestrigatus.

## Cá xà phòng
Những loài thuộc hai tông Grammistini và Diploprionini được gọi là soapfish ("cá xà phòng") do chúng có khả năng tiết ra chất nhầy mang độc tố grammistin như xà phòng hòa vào nước; một lượng nhỏ chất này này cũng có thể làm vùng nước xung quanh nổi bọt (trong phạm vi hẹp). Cá xà phòng đặc biệt tiết ra nhiều grammistin khi chúng đang gặp nguy hiểm. Những loài cá khác nếu sống gần một con cá xà phòng đang trong tình trạng căng thẳng có thể chết ngay sau đó do nhiễm độc từ grammistin.

## Tác dụng
Grammistin có tác dụng tán huyết và gây ngộ độc ichthyotoxin. Qua thí nghiệm về hoạt động tán huyết của grammistin trên tế bào máu của thỏ, hai loài Grammistes sexlineatus và Pogonoperca punctata được đánh giá là có độc tính mạnh hơn những loài cá xá phòng khác. Ở G. sexlineatus và P. punctata, lần lượt tương ứng có 7 grammistin (Gs 1, Gs 2 và Gs A–E) và 6 grammistin (Pp 1, Pp 2a, Pp 2b, Pp 3, Pp 4a và Pp 4b) được phân lập từ chúng. Ở G. sexlineatus, grammistin Gs 2 có hoạt tính tán huyết cao hơn gấp 6–11 lần và gây ngộ độc ichthyotoxin gấp 10 lần so với Gs 1.
Tác dụng sinh học của grammistin có thể so sánh với các loại độc tố peptide khác, như melittin từ nọc ong Apis mellifera hay pardaxin trên da của hai loài cá bơn Pardachirus pavoninus và Pardachirus marmoratus.
Khi thử nếm một lượng nhỏ chất nhầy của cá xà phòng, người ta nhận thấy chúng có vị đắng rất khó chịu và tạo cảm giác châm chích nhẹ trên lưỡi do độc tố grammistin gây ra. Chức năng chính của grammistin có lẽ là để phòng thủ. Khi một con cá mao tiên (Pterois volitans) được cho ăn một con G. sexlineatus nhỏ còn sống trong bể cá thí nghiệm, P. volitans liền nhả ra và không cố ăn con G. sexlineatus đó.